# Doljane
Doljane (serb. Дољане) ist ein Ort in der serbischen Gemeinde Kruševac.
Der Ort hat 262 Einwohner (Zensus 2002).